# Бромид ниобия(IV)
Бромид ниобия(IV) — неорганическое соединение, 
соль металла ниобия и бромистоводородной кислоты
с формулой NbBr4,
чёрные кристаллы,
гидролизуется в воде.

## Получение
- Действие брома на ниобий в градиенте температур:

{\displaystyle {\mathsf {Nb+2Br_{2}\ {\xrightarrow {200-300^{o}C}}\ NbBr_{4}}}}

## Физические свойства
Бромид ниобия(IV) образует чёрные парамагнитные кристаллы
ромбической сингонии,
пространственная группа A man,
параметры ячейки a = 0,7179 нм, b = 1,222 нм, c = 1,285 нм, Z = 8.
Чувствителен к влаге воздуха.
Растворяется в растворе бромистоводородной кислоты с образованием сине-фиолетового раствора.